# 甲木保
甲木 保（かつき たもつ、1902年（明治35年）11月1日 - 1975年（昭和50年）11月30日）は、昭和期の文部官僚、実業家、政治家。衆議院議員（1期）。

## 経歴
福岡県三潴郡蒲池村（現柳川市）で、甲木鹿松の二男として生まれる。福岡県立中学伝習館（現福岡県立伝習館高等学校）を経て、1926年（大正15年）日本大学専門部法律科を卒業した。
文部省に入省し、同省嘱託、文部属兼厚生属、文部理事官などを歴任。1942年（昭和17年）大政翼賛会に転じ、錬成部副部長に就任。1944年（昭和19年）翼賛会を退職し、三笠製薬研究所を設立。戦後に株式会社に改組し三笠製薬社長に就任。三笠物産社長も務めた。
1949年（昭和24年）1月、第24回衆議院議員総選挙で福岡県第3区から民主自由党所属で出馬して当選し、衆議院議員に1期在任した。この間、民主自由党組織部副部長などを務めた。1952年（昭和27年）10月の第25回総選挙（福岡県第3区、 自由党）に立候補したが落選した。
その後、三和産業を設立して経営を行った。
1975年（昭和50年）11月30日死去、73歳。死没日をもって勲四等旭日小綬章追贈、従七位から従五位に叙される。